# Stade Modibo Keïta
Das Stade Modibo Keïta (deutsch Modibo-Keïta-Stadion, voller Name: Stade omnisports Modibo-Keïta) ist ein Fußballstadion mit Leichtathletikanlage in der malischen Hauptstadt Bamako. Es ist benannt nach Modibo Keïta, dem ehemaligen Präsidenten (1960–1968) des Landes. Die am 2. Dezember 1967 eingeweihte Arena ist Spielstätte des Fußballclubs AS Real Bamako und gelegentlich Schauplatz von Länderspielen der malischen Fußballnationalmannschaft. Es bietet 35.000 Sitzplätze.

## Stadionkomplex
Im Stadion befinden sich eine Flutlichtanlage und eine 400-m-Kunststoffbahn. Dazu gehören eine Gymnastik-Halle und eine Halle für Basketball, Volleyball und Handball, die auch für Kinovorführungen genutzt werden kann. Ferner gibt es Tennis-Plätze, ein Schwimmbad mit olympischen Maßen und mehrere Trainings- und Übungsstätten.
Erhebliche Mittel wurden ab 2009 für den Ausbau der Anlagen aufgewandt.

## Fußball-Afrikameisterschaft 2002
Das Stadion war Austragungsort von sieben Spielen der Fußball-Afrikameisterschaft 2002. Zunächst fanden hier fünf von sechs Spielen der Vorrunden-Gruppe D statt, danach ein Viertelfinale und ein Halbfinale.
Senegal, Ägypten, Tunesien und Sambia bildeten die Gruppe D. Die Spiele stießen auf ein unterschiedliches Zuschauerinteresse. Während nur 3000 Besucher das Spiel Ägypten gegen Tunesien am 25. Januar sahen, waren es zuvor am 21. Januar bei Sambia gegen Tunesien schon doppelt so viele gewesen und 20.000, als am 20. Januar der Nachbar Senegal gegen Ägypten antrat, genauso viele wie am 26. Januar im Spiel Senegal gegen Sambia. 10.000 Zuschauer sahen das Spiel zwischen Ägypten und Sambia am 31. Januar.
Im Viertelfinale war das Stadion mit 25.000 Zuschauern ausverkauft, die die Niederlage der Demokratischen Republik Kongo gegen Senegal miterlebten. Drei Tage später kam Senegal zum Halbfinale wieder und schlug Nigeria mit 2:1 in der Nachspielzeit vor 20.000 Besuchern.

### Spiele der Fußball-Afrikameisterschaft 2002 im Stade Modibo Keïta
| Datum         | Mannschaft 1 | Mannschaft 2 | Ergebnis  | Runde         | Zuschauer |
| ------------- | ------------ | ------------ | --------- | ------------- | --------- |
| 20. Jan. 2002 | Senegal      | Ägypten      | 1:0       | Gruppe D      | 20.000    |
| 21. Jan. 2002 | Sambia       | Tunesien     | 0:0       | Gruppe D      | 6000      |
| 25. Jan. 2002 | Ägypten      | Tunesien     | 1:0       | Gruppe D      | 3000      |
| 26. Jan. 2002 | Senegal      | Sambia       | 1:0       | Gruppe D      | 20.000    |
| 31. Jan. 2002 | Ägypten      | Sambia       | 2:1       | Gruppe D      | 10.000    |
| 04. Feb. 2002 | Senegal      | DR Kongo     | 2:0       | Viertelfinale | 25.000    |
| 07. Feb. 2002 | Senegal      | Nigeria      | 2:1 n. V. | Halbfinale    | 20.000    |

## Massenpanik Februar 2011
Am 21. Februar 2011 kam es anlässlich eines Gottesdienstes zum Mawlid an-Nabi-Fest zur Feier des Geburtstages des Propheten Mohammed zu einer Massenpanik, die mindestens drei Dutzende Tote und eine doppelt so hohe Anzahl von Verletzten forderte. Im überfüllten Stadion wurden nach einer Predigt eines bekannten Imams beim Verlassen des Geländes viele Menschen an einem Absperrgitter erdrückt.